# Indicador Público de Renta de Efectos Múltiples
El Indicador Público de Renta de Efectos Múltiples (IPREM) es el índice de referencia en España para la asignación de ayudas y subsidios en función de los ingresos.
Fue introducido el 1 de julio de 2004 en sustitución del Salario Mínimo Interprofesional (SMI) cuya utilización se restringió al ámbito laboral.
La introducción del IPREM permitía que un crecimiento más importante del SMI no afectara a todo el sistema de ayudas y subsidios. Desde su creación, el crecimiento anual del IPREM ha sido menor que el del SMI.
El IPREM se actualiza a principios de cada año en la Ley de Presupuestos. El IPREM de 2008, que a pesar de que figuraba un aumento de un 2% en los Presupuestos Generales del Estado, al final se incrementó un 3,5% respecto a 2007. 
| Año  | IPREM diario | IPREM mensual (30 días) | IPREM anual (12 pagas) | IPREM anual con pagas extra (14 pagas) | Incremento IPREM | Variación IPC | Incremento SMI |
| ---- | ------------ | ----------------------- | ---------------------- | -------------------------------------- | ---------------- | ------------- | -------------- |
| 2004 | 15,35 €      | 460,50 €                | 5.526,00 €             | 6.447,00 €                             | 2,1%             | 3,2%          | 8,8%           |
| 2005 | 15,66 €      | 469,80 €                | 5.637,60 €             | 6.577,20 €                             | 2,0%             | 3,7%          | 4,5%           |
| 2006 | 15,97 €      | 479,10 €                | 5.749,20 €             | 6.707,40 €                             | 2,0%             | 2,7%          | 5,4%           |
| 2007 | 16,64 €      | 499,20 €                | 5.990,40 €             | 6.988,80 €                             | 4,2%             | 4,2%          | 5,5%           |
| 2008 | 17,23 €      | 516,90 €                | 6.202,80 €             | 7.236,60 €                             | 3,5%             | 1,4%          | 5,2%           |
| 2009 | 17,57 €      | 527,24 €                | 6.326,86 €             | 7.381,33 €                             | 2,0%             | 0,8%          | 4,0%           |
| 2010 | 17,75 €      | 532,51 €                | 6.390,13 €             | 7.455,14 €                             | 1,0%             | 3,0%          | 1,5%           |
| 2011 | 17,75 €      | 532,51 €                | 6.390,13 €             | 7.455,14 €                             | 0,0%             | 2,4%          | 1,3%           |
| 2012 | 17,75 €      | 532,51 €                | 6.390,13 €             | 7.455,14 €                             | 0,0%             | 2,9%          | 0,0%           |
| 2013 | 17,75 €      | 532,51 €                | 6.390,13 €             | 7.455,14 €                             | 0,0%             | 0,3%          | 0,6%           |
| 2014 | 17,75 €      | 532,51 €                | 6.390,13 €             | 7.455,14 €                             | 0,0%             |               |                |
| 2023 | 20 €         | 600 €                   | 7.200 €                | 8.400 €                                | 0,0%             |               |                |

El IPREM anual con pagas extras es el que se utiliza en sustitución al salario mínimo interprofesional cuando las correspondientes normas se refieren al salario mínimo interprofesional en cómputo anual, salvo cuando se excluyen expresamente las pagas extraordinarias. Por ejemplo, los límites de ingresos (la base imponible del IRPF) para acceder a una Vivienda de Protección Pública se calculan en múltiplos del IPREM anual con pagas extras.